# Andrias scheuchzeri
Andrias scheuchzeri é uma espécie extinta de salamandra gigante, conhecida apenas pelo registo fóssil. Esta espécie de salamandra media cerca de 1 m de comprimento, mas faltavam a cauda e as patas traseiras aos primeiros fósseis encontrados. Em 1802, o Museu Teylers em Haarlem, Holanda comprou o fóssil ao seu descobridor, Scheuchzer, e ainda está exposto lá na presente data. Em 1812, o fóssil foi examinado por Cuvier, que reconhece que este não é um ser humano, como inicialmente descrito por Scheuchzer. Foi depois renomeado por Holl, Salamandra scheuchzeri em 1831.

## Fonte
- Este artigo foi inicialmente traduzido, total ou parcialmente, do artigo da Wikipédia em inglês cujo título é «Andrias scheuchzeri».